# Ärmelband Kurland

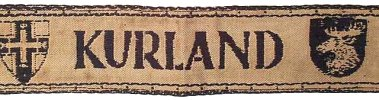
Ärmelband Kurland

Das Ärmelband Kurland wurde am 12. März 1945 als Kampfauszeichnung von Adolf Hitler genehmigt und konnte an alle Soldaten der Heeresgruppe Kurland verliehen werden, die
- mindestens drei Monate dort an Kämpfen gegen die Rote Armee teilgenommen haben,

oder aber
- an drei der insgesamt sechs Schlachten in diesem Gebiet aktiv beteiligt waren.

Ohne diese Kriterien erfüllt zu haben, konnten verwundete Angehörige der Heeresgruppe die Auszeichnung erhalten.
Die Auszeichnung ist ein ca. 38 mm breites, schwarz gerändertes Band und zeigt auf silbergrau-weißen Grund die schwarze Inschrift KURLAND zwischen zwei Wappenschilden. Auf dem rechten Wappenschild ist der Elchkopf aus dem Stadtwappen von Mitau, der Hauptstadt von Kurland, zu sehen. Der linke Wappenschild zeigt ein Baltenkreuz. Das Ärmelband wurde in einer Weberei in Goldingen hergestellt.
Getragen wurde das Band am linken Unterarm.